# 4-й истребительный авиационный корпус
4-й истребительный авиационный корпус (4-й иак) — соединение Военно-Воздушных сил (ВВС) Вооружённых Сил РККА, принимавшее участие в боевых действиях Великой Отечественной войны.

## История
Корпус имел наименования:
- 4-й истребительный авиационный корпус
- 3-й гвардейский истребительный авиационный корпус
- 3-й гвардейский Ясский истребительный авиационный корпус
- 3-й гвардейский Ясский Краснознамённый истребительный авиационный корпус
- 3-й гвардейский Ясский Краснознамённый ордена Суворова II степени истребительный авиационный корпус
- 72-й гвардейский Ясский Краснознамённый ордена Суворова II степени истребительный авиационный корпус

Сформирован 06 декабря 1942 года на основании приказа НКО СССР в Московской области в декабре 1942 года, как 4-й истребительный авиационный корпус. Первоначально в него входили 265-я и 302-я истребительные авиационные дивизии и ряд отдельных частей. В составе действующей армии С 11 февраля 1943 года по 2 июля 1944 года, всего 508 дней До середины марта 1943 года находился в резерве Ставки ВГК, затем был передан во 2-ю воздушную армию Воронежского фронта. Прикрывал войска фронта и аэродромы, сопровождал авиационные соединения 1-го бомбардировочного и 1-го штурмового авиационного корпусов при нанесении ими ударов по войскам противнтка и вёл воздушную разведку.
С началом Курской битвы 1943 года во взаимодействии с другими авиационными соединениями активно вёл воздушные бои с целью завоевания и удержания господства в воздухе. В середине июля был переподчинён 5-й воздушной армии Степного (с 20 октября 1943 2-й Украинского) фронта, в составе которой действовал до конца войны.
В августе — сентябре участвовал в Белгородско-Харьковской наступательной операции и в битве за Днепр. Высокое воинское мастерство, мужество и отвагу проявил личный состав корпуса в воздушных боях при разгроме войсками фронта кировоградской и корсунь-шевченковской группировок противника в начале 1944 года. В Уманско-Ботошанской наступательной операции его соединения и части успешно прикрывали войска фронта при прорыве обороны противника, форсировании реки Южный Буг, Днестр, Прут и дальнейшем развитии наступления.
За проявленные личным составом в боях с немецкими захватчиками высокое воинское мастерство, организованность и дисциплину преобразован в 3-й гвардейский истребительный авиационный корпус (2 июля 1944).

## Командиры корпуса
- Полковник Подгорный Иван Дмитриевич, период нахождения в должности с 06 декабря 1942 года по 17 марта 1943 г.[3]
- Генерал-майор авиации Подгорный Иван Дмитриевич, период нахождения в должности с 17 марта 1943 года по 02 июля 1944 г.[3]

## В составе объединений
| Объединение                                 | Период                  |
| ------------------------------------------- | ----------------------- |
| Резерв Верховного Главного Командования     | 06.12.1942 — 11.03.1943 |
| 2-я воздушная армия Воронежского фронта     | 11.03.1943 — 19.07.1943 |
| 5-я воздушная армия Степного фронта         | 19.07.1943 — 20.10.1943 |
| 5-я воздушная армия 2-го Украинского фронта | 20.10.1943 — 02.07.1944 |

## Соединения, части и отдельные подразделения корпуса

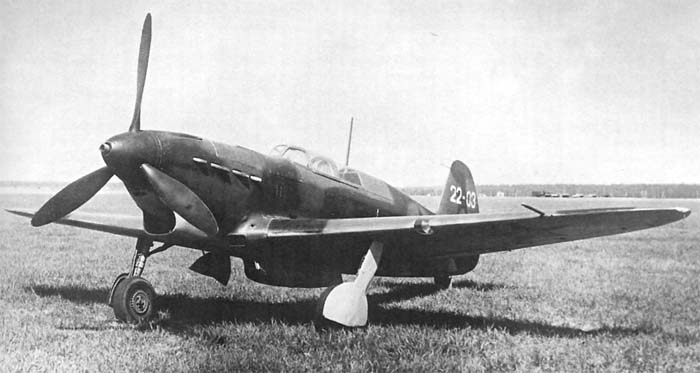
Истребитель Як-7 294-й иад

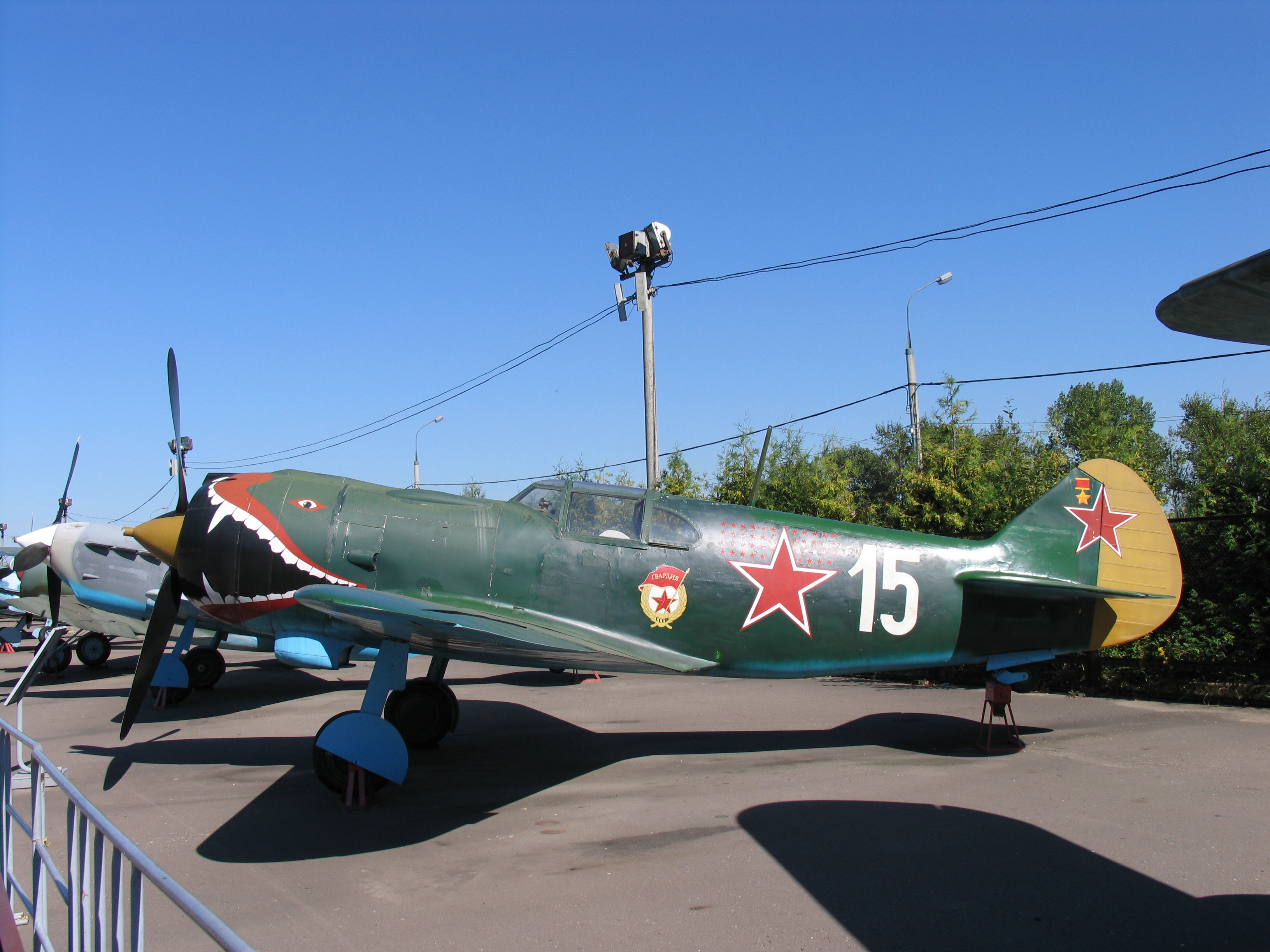
Истребитель Ла-5 из 302-й иад

- 294-я истребительная авиационная дивизия[4][5]
  - 6-й истребительный авиационный полк
  - 183-й истребительный авиационный полк
  - 427-й истребительный авиационный полк
  - 515-й истребительный авиационный полк (в период с 09.07.1943 г. по 01.02.1944 г., выведен в резерв ставки ВГК)
- 302-я истребительная авиационная дивизия[4][5]
  - 193-й истребительный авиационный полк
  - 240-й истребительный авиационный полк
  - 297-й истребительный авиационный полк
- 409-я отдельная авиационная эскадрилья связи
- 278-я отдельная рота связи
- 70-й отдельный взвод земного обеспечения самолётовождения
- 43-й отдельный взвод аэрофотослужбы
- 2638-я военно-почтовая станция

## Участие в операциях и битвах
- Харьковская наступательная операция[6] — с 19 февраля 1943 года по 14 марта 1943 года.
- Харьковская оборонительная операция[6] — с 4 марта 1943 года по 25 марта 1943 года.
- Курская битва[6] — с 5 июля 1943 года по 12 июля 1943 года.
- Белгородско-Харьковская операция «Румянцев» — с 3 августа 1943 года по 23 августа 1943 года.
- Черниговско-Припятская операция — с 26 августа 1943 года по 30 сентября 1943 года.
- Кировоградская наступательная операция — с 5 января 1944 года по 16 января 1944 года.
- Корсунь-Шевченковская операция — с 24 января 1944 года по 17 февраля 1944 года.
- Уманско-Ботошанская операция — с 5 марта 1944 года по 17 апреля 1944 года.

## Статистика выполненных боевых задач
Корпус прикрывал войска и аэродромы Воронежского, затем Степного (с 20 октября 1943 — 2-й Украинский) фронтов в Курской битве, Битве за Днепр, при освобождении Правобережной Украины. В начале октября 1943 г. с расширением плацдарма на правом берегу Днепра управление авиакорпуса было переброшено в Боголюбовку.
В октябре 1943 г. дивизии и полки авиакорпуса выполняли задачи по прикрытию войск 2-го Украинского фронта на поле боя и переправ через Днепр. В октябре лётчики корпуса, несмотря на усложнение обстановки в воздухе, выполнили:
| боевых вылетов | проведено воздушных боев | сбито самолётов |
| -------------- | ------------------------ | --------------- |
| 2049           | 175                      | 276             |

Особенно напряжённую боевую работу лётчики-истребители выполнили в первой половине месяца, когда немцы пытались отбросить советские войска с правого берега Днепра и усилили действия своей бомбардировочной авиации по группировкам 2-го Украинского фронта на поле боя и по переправам. По нескольку раз в день лётчики вылетали на прикрытие.
Всего за годы войны лётчиками корпуса было:
| произведено самолёто-вылетов | уничтожено самолётов противника |
| ---------------------------- | ------------------------------- |
| более 41 000                 | более 2 000                     |

## Гвардейские части
- 4-й истребительный авиационный корпус 2 июля 1944 года переименован в 3-й гвардейский истребительный авиационный корпус[7]
- 294-я Полтавско-Александрийская истребительная авиационная дивизия 2 июля 1944 года переименована в 13-ю гвардейскую Полтавско-Александрийскую истребительную авиационную дивизию[7]
- 302-я Кировоградская истребительная авиационная дивизия 2 июля 1944 года переименована в 14-ю гвардейскую Кировоградскую истребительную авиационную дивизию[7]
- 6-й истребительный авиационный полк 2 июля 1944 года переименован в 149-й гвардейский истребительный авиационный полк[7]
- 183-й истребительный авиационный полк 2 июля 1944 года переименован в 150-й гвардейский истребительный авиационный полк[7]
- 427-й истребительный авиационный полк 2 июля 1944 года переименован в 151-й гвардейский истребительный авиационный полк[7]
- 193-й истребительный авиационный полк 2 июля 1944 года переименован в 177-й гвардейский истребительный авиационный полк[7]
- 240-й истребительный авиационный полк 2 июля 1944 года переименован в 178-й гвардейский истребительный авиационный полк
- 297-й истребительный авиационный полк 2 июля 1944 года переименован в 178-й гвардейский истребительный авиационный полк[7]
- 409-я отдельная авиационная эскадрилья связи 2 июля 1944 года переименована в 8-ю отдельную гвардейскую авиационную эскадрилью связи[7]
- 278-я отдельная рота связи 2 июля 1944 года переименована в 43-ю отдельную гвардейскую роту связи[7]

## Почётные наименования
- 302-й истребительной авиационной дивизии за показанные образцы мужества и геройства в борьбе против фашистских захватчиков 08 января 1944 года присвоено почётное наименование «Кировоградская»[8]
- 294-й истребительной авиационной дивизии за показанные образцы мужества и геройства в борьбе против фашистских захватчиков 23 сентября 1943 года присвоено почётное наименование «Полтавская»[9]
- 294-й Полтавской истребительной авиационной дивизии 6 декабря 1943 года присвоено почётное наименование «Александрийская»[10]